# Gerard Vollmar
Gerardus Johannes (Gerard) Vollmar (Den Haag, 14 februari 1859 – Sydney, 3 mei 1907) was een Australisch cellist en pianist van Nederlandse komaf.
Hij was zoon van musicus Johann Heinrich Völlmar en Megchelina Johanna Roermeester. Broer Henri Völlmar was pianist. De umlaut ging gedurende zijn leven verloren.
Hij kreeg cello-onderwijs aan de Haagse muziekschool van Joseph Giese (ook getuige bij het opstellen van zijn geboorteakte), aan de Rotterdamse muziekschool van Oscar Eberle en het Koninklijk Conservatorium Brussel bij Joseph Servais. Hij kreeg bovendien pianoles van Friedrich Gernsheim Hij werd vervolgens cellist in Utrecht en was aldaar verbonden aan de Utrechtse Muziekschool van de Maatschappij tot Bevordering der Toonkunst. 
Vanaf 1881 was hij enige tijd in Engeland, waarbij hij in zowel Londen als Liverpool optrad. Hij trad er wel op met Johannes Brahms, Joseph Joachim en Pablo Saraste. In de seizoenen 1883-1885 had hij zitting in de "Amsterdamsche Orkest Vereeniging" van Willem Stumpff, gevolgd door een periode terug in Engeland en vervolgens per 1886 Concerthaus en vanaf 1888 Berliner Philharmoniker. Hij werd een soort wereldreiziger met verblijven in Italië, Zuid-Amerika, Zwitserland en opnieuw Engeland. In Nederland was hij toen al geheel uit zicht.
Hij verwierf vanaf 1891 echter behoorlijke bekendheid in Australië. "Herr Gerard Vollmar" werd docent aan het Adelaide College of Music, alwaar hij cello- en pianoles gaf. Hij speelde en gaf ook les in Sydney. Als cellist was hij samen met componist en violist Alfred Hill, violist Henry Staell en zijn eigen leerling Frank Carter betrokken bij de eerste Australische uitvoering van het Kwartet in es voor piano en strijkers (1889) van Antonín Dvořák.
Hij overleed op 3 mei 1907 in Sydney. Zijn faam werd in The Sydney Mail and New South Wales Advertiser van 8 mei 1907 vergeleken met drie bekende musici aldaar Ernest de Munck, Edgar Strauss en Jean Gerardy. Hij werd begraven op Rookwood Cemetery; bij zijn begrafenis was geheel muzikaal Sydney uitgelopen, van de Sydney Philharmonic Society tot de Sydney College of Music, aldus The Sydney Morning Herald van 7 mei.